# Notopora smithiana
Notopora smithiana är en ljungväxtart som beskrevs av Julian Alfred Steyermark och Maguire. Notopora smithiana ingår i släktet Notopora och familjen ljungväxter. Inga underarter finns listade i Catalogue of Life.